# Harry Clarke (football)
Harrison Thomas Clarke, dit Harry Clarke, né le 2 mars 2001 à Ipswich en Angleterre, est un footballeur anglais qui joue au poste d'arrière droit à Sheffield United, en prêt d'Ipswich Town.

## Biographie
Natif d'Ipswich en Angleterre, Harry Clarke est formé par Arsenal FC. Il signe son premier contrat pro en 2018. 
En octobre 2020, Clarke est prêté à Oldham Athletic, et ensuite à Ross County, Hibernian et Stoke City.
Le 20 janvier 2023, il rejoint Ipswich Town.

## Palmarès
Ipswich Town
- Football League One (D3)
  - Vice-champion en 2022-23
- Championship (D2)
  - Vice-champion en 2024.